# سيدي عبد الله الغازي (سيدي عبد الله الغازي)
سيدي عبد الله الغازي هو دُوَّار يقع بجماعة بني فراسن، إقليم تازة، جهة فاس مكناس في المملكة المغربية. ينتمي الدوّار لمشيخة سيدي عبد الله الغازي التي تضم 7 دواوير. يقدر عدد سكانه بـ 1909 نسمة حسب الإحصاء الرسمي للسكان والسكنى لسنة 2004.

## روابط خارجية
- البوابة الوطنية للجماعات الترابية نسخة محفوظة 12 مارس 2018 على موقع واي باك مشين.
- المندوبية السامية للتخطيط